# Vermilion (Ohio)
Vermilion é uma cidade localizada no estado norte-americano de Ohio, no Condado de Erie e Condado de Lorain.

## Demografia
Segundo o censo norte-americano de 2000, a sua população era de 10.927 habitantes.
Em 2006, foi estimada uma população de 10.896, um decréscimo de 31 (-0.3%).

## Geografia
De acordo com o United States Census Bureau tem uma área de 28,0 km², dos quais 27,9 km² cobertos por terra e 0,1 km² cobertos por água.

## Localidades na vizinhança
O diagrama seguinte representa as localidades num raio de 20 km ao redor de Vermilion.